# Майрович, Максим Александрович
Макси́м Алекса́ндрович Майро́вич (род. 6 февраля 1996, Иркутск) — российский футболист. Чемпион Европы в возрастной категории до 17 лет.

## Клубная карьера
Первый и главный в жизни тренер — отец, Александр Майрович, бывший игрок иркутской «Звезды». С трёх лет отец начал готовить его к футболу, к игре в нападении. В раннем детстве с родителями переехал из Иркутска в Новороссийск. Воспитанник клуба «Черноморец» и футбольной школы «Чертаново» (Москва). Первый тренер — Михаил Савельевич Семизьян. В «Чертаново» занимался под руководством Заслуженного тренера России Михаила Сергеевича Буренкова.
В сентябре 2011 года в составе сборной Москвы, сформированной на базе команды «Чертаново», впервые стал победителем Первенства России среди межрегиональных объединений, проводившегося в Крымске, и получил звание «Кандидат в мастера спорта РФ» по футболу. В финале сборная Москвы победила сборную Приволжья со счётом 3:2.
В мае 2012 года стал с «Чертаново» чемпионом России по футболу среди команд спортивных школ и клубов (игроки 1996 г.р.).
В ноябре 2012 года в составе сборной Москвы, за которую выступали воспитанники столичных школ «Чертаново» и «Локомотив-2», стал победителем Первенства России среди межрегиональных объединений, проводившегося в Крымске.
В апреле 2013 года в составе команды «Чертаново» стал победителем футбольного турнира «Монтегю» для клубных команд.
31 августа 2013 года подписал двухлетний контракт с клубом премьер-лиги «Кубань» из Краснодара и 2 сентября был заявлен за клуб. Сначала играл за молодёжную команду клуба (всего в сезонах-2013/14—2015/16 молодёжного первенства России сыграл 59 матчей и забил 16 голов), а в весенней части сезона-2015/16 сыграл 12 матчей в чемпионате премьер-лиги и забил 1 гол (в ворота московского «Спартака» на «Открытии Арене»). В следующем сезоне выступал за «Кубань» в Футбольной национальной лиге (в основном выходил на замену — 14 матчей, 0 голов) и «Кубань-2» в Первенстве ПФЛ. 29 ноября 2016 года сыграл за сборную ФНЛ.
27 июля 2017 перешёл в «Чертаново», где, как правило, выходил на замену, уже играя в зоне «Запад» ПФЛ (11 матчей, 1 гол). 15 февраля 2018 перешёл в «Афипc» (зона «Юг»), за который не играл. С лета 2018 года — вновь в «Чертаново», вышедшее к тому времени в ФНЛ (в июле—августе забил по голу «Балтике» и «Нижнему Новгороду», следующие две игры провёл в стартовом составе, отличиться не смог, и потом выходил только на замену).
Весеннюю часть сезона 2018/19 провёл в «КАМАЗе». В июле 2019 года перешёл в клуб чемпионата Армении «Ноа» Ереван и по итогам сезона 2019/20 занял второе место в голосовании на лучшего футболиста чемпионата. В конце января 2021 года был отдан в аренду с правом выкупа до конца сезона в российский «Акрон» Тольятти, который за три месяца до этого де-факто возглавил бывший тренер «Ноа» Игорь Пикущак. В сезоне 2022/23 играл за «Урарту».

## Карьера в сборной
В юношеской сборной России 1996 года рождения дебютировал 18 марта 2011 года на сборе в Турции, сыграв против российской сборной игроков на год старше (1:3). Первый официальный матч провёл 2 мая 2012 года на Мемориале Виктора Банникова против сборной Сербии (1:1). Всего сыграл на этом турнире три матча. На Мемориале сборная заняла второе место, в финале в серии пенальти уступив сверстникам с Украины. На юношеском чемпионате Европы 2013 он провёл две встречи и забил гол в ворота Украины. В итоге его национальная команда стала чемпионом Европы в возрастной категории до 17 лет. Майрович, как и его партнёры по сборной, получил за эту победу звание «Мастер спорта Российской Федерации»..
29 ноября 2016 года сыграл за сборную ФНЛ против команды Кипра: вышел на замену на 79-й минуте.

## Достижения
- Победитель чемпионата Европы (до 17 лет): 2013
- Победитель чемпионата России среди команд спортивных школ и клубов (игроки 1996 г. р.): 2012
- Серебряный призёр чемпионата Армении: 2019/20
- Обладатель кубка Армении: 2019/20